# 张岩 (陆军)
张岩（1964年11月—）辽宁省辽阳市人，中国人民解放军少将。

## 生平
张岩曾长期任职于沈阳军区陆军第三十九集团军，历任一一六师师长、陆军第三十九集团军参谋长、沈阳军区副参谋长等职。2010年晋升少将军衔。2014年，出任济南军区陆军第二十六集团军军长，并取代时任陆军第三十八集团军军长的的刘振立成为当时解放军最年轻的军长。2015年，他在与原陆军第三十九集团军两位老部下喝酒的过程中，其中一人（一一六师高炮团团长）死亡。事发后，张岩受到查处，由正军级降到副军级免职。